# Károlyházy Frigyes
Károlyházy Frigyes, Károlyházi Frigyes, eredetileg Fetter Frigyes (Budapest, 1929. december 28. – Budapest, 2012. július 2.) magyar elméleti fizikus, tankönyvíró, egyetemi tanár. Rendkívül tehetséges tanár volt, igyekezett a laikusok számára is érthetővé tenni komplex fizikai problémákat is. Groma István szerint: „Habár briliáns matematikai képességekkel rendelkezett, a kvantummechanika tanításában többet szeretett volna, mint a formális matematikai megértés. Próbálta azt a matematikában kevésbé jártas ember számára is érthető módon, szemléletesen is elmagyarázni”.

## Családja
Fetter Gyula és Patay Mária harmadik gyermekeként látta meg a napvilágot. Patay nagyapja még cipész volt, apja viszont már a XIX. kerületi tanács 1950-es években kinevezett, a Munkaérdemrend Arany Fokozatával kitüntetett tisztviselője, anyja orvos volt. Bátyja és húga is orvosok. Feleségétől, Keszegh Évától egy gyermeke született, dr. Károlyházy László. Ő a kémiatudományok doktora, szakterülete a szerves kémia.

## Életútja
A budapesti piarista gimnáziumban érettségizett 1948-ban, majd felvételt nyert az ELTE matematika-fizikatanári szakára. Az egyetemmel egyidőben felvételt nyert az Eötvös Collegiumba, majd az országban uralkodó politikai helyzet miatt egy év után kizárták (nem volt hajlandó támogatni Rajk László elítélését). Magyarországon ekkor még nem volt elméleti fizikusképzés, ezért jelentkezett ide, majd néhány évvel később, mikor már lehetőség adott rá, átiratkozott kutató fizikusi szakra. 1952-ben végzett az egyetemen, doktori fokozatát húsz évvel később, 1972-ben szerezte meg. A Chapel Hill-i Egyetem vendégkutatója (USA, 1964), a santiagói Chilei Egyetem vendégtanára (1970). Hosszú külföldi tartózkodásait a pártállami szervek legmagasabb szintű támogatásával, kiemelt státuszú diplomata-útlevéllel utazva töltötte.[forrás?]

## Munkássága
Doktori tézisének és kutatásának témája a kvantumfizika és az általános relativitáselmélet kapcsolata. Ezt egy új szemszögből, a kvantumelmélet és a gravitáció egyesítésének szemszögéből próbálta vizsgálni. Jelentős eredményeket ért el a relativisztikus térelmélet terén, egy új modellt adott az ún. Mach-elv beépítésére. A kvantumelméletben a koherencia és szuperpozíció érdekelte, értékes munkája a koherencia-kérdés makroszkopikus szintig összetett rendszerekre való kiterjesztése. Később az elektrogáz-dinamikai generátorok hasznosításának lehetőségeit kutatta. Nevéhez fűződik annak az irányzatnak a kezdeményezése, amely a kvantummechanikai véletlenszerűséget nem a mérési folyamatnak, mint külső beavatkozásnak rótta fel, hanem az időbeli fejlődés szerves, a Schrödinger-egyenlet folyamatosan módosító részének tekinti. Munkássága olyan világhírű kutatók figyelmét keltette fel, mint Richard Feynman, Wigner Jenő vagy Roger Penrose.

### Versenyei, publikációi
Az egyetemi hallgatók mellett külön gondot fordított a középiskolásokkal való foglalkozásra is. Hosszú időn keresztül vett részt a KöMaL szerkesztésében és az Eötvös fizikaverseny feladatainak kitűzésében, de számíthattak mélyen szántó fizikai gondolataira a Mikola-verseny és a Károly Ireneusz verseny szervezői is. Általános iskolák számára készülő fizika tankönyvek írásában is részt vállalt, ugyanúgy mint egyetemi könyvek szerzésében. Legfontosabb műve az 1976-ban megjelent Igaz varázslat, mely a kvantummechanika ismeretterjesztő irodalmának kiemelkedő darabja.

## Díjai, elismerései
- Bródy Imre-díj (1962)
- Prométheusz-érem (1979)
- Apáczai Csere János-díj (1993)
- Eötvös József-koszorú (1997)
- Felsőoktatási Díj (Eötvös Loránd Fizikai Társulat, 2006)[2]

## Emlékezete
A fizikushallgatók számára több évtizede futó Ortvay Rudolf Problémamegoldó Verseny mintájára az ELTE Fizikai Intézete 2016 óta rendszeresen meghirdeti az országos Károlyházy Frigyes Problémamegoldó Versenyt fizikatanár szakos hallgatóknak.